# Leyes de Soddy-Fajans

Los desplazamientos resultantes de diversos modos de desintegración de un radionucleido (eje horizontal: Z, número atómico; eje vertical: N, número neutrónico)

En radioquímica y física nuclear, la ley de Soddy-Fajans (ley de los desplazamientos radiactivos) es una regla que gobierna la transmutación de los elementos durante la desintegración radiactiva.

## Historia
Fue enunciada en el año 1913, de forma independiente, por el radio-químico inglés Frederick Soddy (1877-1956) y por el físico químico estadounidense de origen polaco Kasimir Fajans (1887-1975), que llegaron a ella al mismo tiempo.

## Descripción
La ley describe qué elementos químicos e isótopos se crean durante una desintegración radiactiva particular :
- En la desintegración alfa, cuando un átomo radiactivo emite una partícula alfa (α), se crea un elemento cuyo número atómico disminuye en 2 unidades y cuyo número másico disminuye en 4 unidades respecto a las del radioisótopo padre, por ejemplo:

{\displaystyle {}_{92}^{238}{\text{U}}\to {}_{90}^{234}{\text{Th}}}
- En la desintegración beta, cuando un núcleo emite una partícula beta (β), el número másico se mantiene sin cambios, mientras que el número atómico aumenta en 1 unidad respecto a la del radioisótopo padre, por ejemplo:

{\displaystyle {}_{82}^{212}{\text{Pb}}\to {}_{83}^{212}{\text{Bi}}}
- Esto corresponde a  la desintegración β−  o emisión de electrones, la única forma de desintegración beta que se había observado cuando Fajans y Soddy propusieron su ley en 1913. Más tarde, en la década de 1930, fueron descubiertas otras formas de desintegración beta, como la desintegración β+ (por emisión de positrones) y la captura de electrones, se observó que el número atómico disminuye en 1 unidad respecto a la del radioisótopo padre, por ejemplo:

{\displaystyle {}_{7}^{13}{\text{N}}\to {}_{6}^{13}{\text{C}}}